# Clusia octopetala
Clusia octopetala är en tvåhjärtbladig växtart som beskrevs av José Cuatrecasas. Clusia octopetala ingår i släktet Clusia och familjen Clusiaceae. Inga underarter finns listade i Catalogue of Life.